# Antarctospira badenpowelli
Antarctospira badenpowelli é uma espécie de gastrópode do gênero Antarctospira, pertencente à família Borsoniidae.